# Vespertilio murinus
Двобојни вечерњак ( Vespertilio murinus ) или обични проседи ноћник је врста слепог миша који спада у породицу вечерњака (лат. Vespertilionidae). Оно што је карактеристично за њих је постојање кожног израштаја тј. трагуса у основи ушне шкољке.

## Опис
Двобојни вечерњак има величину тела свега 4,8-6,4 cm а распон крила варира од
26-33 центиметара док тежина износи 11-24 грама. Само име су добили по томе што се јасно виде прелази и контрасти две боје крзна. Тиме је омогућено разликовати 2 стране тела : дорзалну ( леђну ) страну која је у основи црна а на врховима је длака сребрнкасто-бела и вентралну ( трбушну ) страну која је сивкасто до жућкастобеле боје. Уши су им округласте, широке, кратке и благо заобљене ва врховима а у основи ушију се налазе трагуси ( кожни израштаји ) који су доста кратки и широки. Делови тела као што су лице, уши и крила су црне или тамно браон боје. Крила су уска, дуга и веома зашиљена на врховима.
Летне мембране које и иначе представљају крила не обухватају два задња репна пршљена. Женка има увек 2 пара брадавица. Животни век им је до 12 година. 

## Распрострањење
Vespertilio murinus je миграторна врста чија је западна граница источна
Француска и северо-источна Белгија, а затим се њихово кретање ка истоку простире дуж Азије и стиже чак до Јапанског острва Ребун. Заступљени су северне полулопте у опсегу од 60о до 63о северне географске ширине. Идући од југа ка северу, крећу се од јужног обода Алпа па све до северних делова Ирана, северних граница Кине и Кореје па све до Јапанског мора. Претежно су неки пресудни животни циклуси ове врсте су заступљени само у неким странама света. Тако се нпр. парење дешава у северним деловима а саме колоније што породиљске што мужјака се најчешће налазе у западним и јужним пределима
Швајцарске, Немачке и Аустрије. Надморска висина коју могу да достигну износи до 3.400 м. 

## Станиште
Јединке ове врсте се могу наћи на разним местима и подручјима као што су: планинске шуме, села, градови, отворене пољопривредне површине итд. Такође, могу се пронаћи на таванима напуштених кућа, у пукотинама, у шупљем дрвету и на многим другим местима која су закамуфлирана тамом. За време зимског периода, наступа доба хибернације ( између октобра и марта) у неким склоништима урбане средине. 

## Понашање
Свој лов започињу после сумрака од око 20-40 метара висине изнад неких водених површина, у околинама насељених места или изнад шума. Хране се инсектима али могу да улове и неке мање птице. Женке слепих мишева живе у манјим групама и лове најчешће изнад воде и насељених места. Код мужјака је мало другачији случај, они живе у већим групацијама а траже свој плен у руралним пределима или на пашњацима. Породиљске колоније се формирају током маја и јула и претежно колонија садржи од 30-50 женки али некада може прећи и у екстреме па да достигне бројност и до 200. За мање од 6 недеља, младунци се одбијају и женке напуштају породилиште. 

## Претње
Главни разлог због којег ове врсте немају толико распрострањене колоније широм Европе и требају да се преузму мер заштите је уствари реновирање зграда збој којих долази до негативног одговора и узнемирености врсте. 